# Palazzo Aiutamicristo

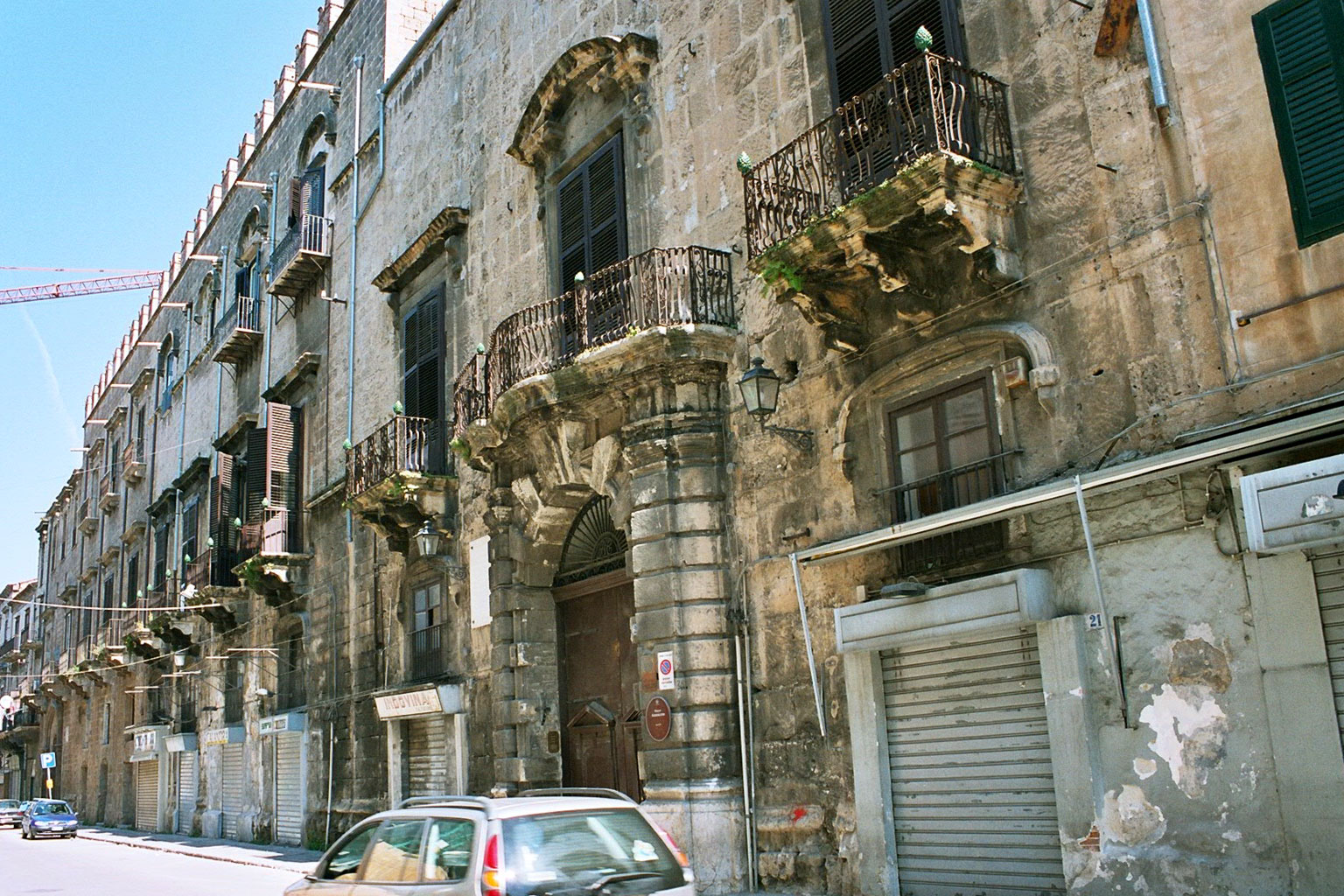
Palazzo Aiutamicristo

Der Palazzo Aiutamicristo (deutsch: Hilf mir, Christus) ist ein Palast des 15. Jahrhunderts in Palermo. Er liegt im Kalsa-Viertel der Altstadt Palermos in unmittelbarer Nähe der Kirche La Magione. Der Eingang befindet sich an der Via Garibaldi.

## Geschichte
Das Gebäude wurde 1490 im Auftrag des aus Pisa stammenden Kaufmanns und Barons der Länder von Calatafimi und Misilmeri Guglielmo Aiutamicristo erbaut. Der Auftrag ging an den Architekten Matteo Carnilivari, der auch den Bau des Palazzo Abatellis und der Kirche Santa Maria della Catena im gleichen Stadtviertel ausgeführt hatte. Bereits 1494 wurde das Gebäude erweitert und Ende des 16. Jahrhunderts erneut architektonisch umgestaltet. Die Familie Aiutamicristo wohnte hier in der Zeit von 1490 bis 1501.
Im Laufe der Jahrhunderte residierten hier viele bekannte Persönlichkeiten, darunter Johanna von Neapel (Gattin Don Ferrantes von Neapel) am Anfang des 16. Jahrhunderts,  Kaiser Karl V. (1535), Muley Hassan, König von Tunesien (1544) und Juan de Austria (1576). Hier befand sich der Sitz der Akademie der Kavallerie des Vizekönigs Garcia di Toledo. Ab 1588 vermietete Margherita Aiutamicristo den Palazzo an den Fürsten Moncada di Paternò, der ihn schließlich kaufte. Heute befindet sich der Palazzo im Besitz der Barone Calefati und Canaloti.

## Das Gebäude

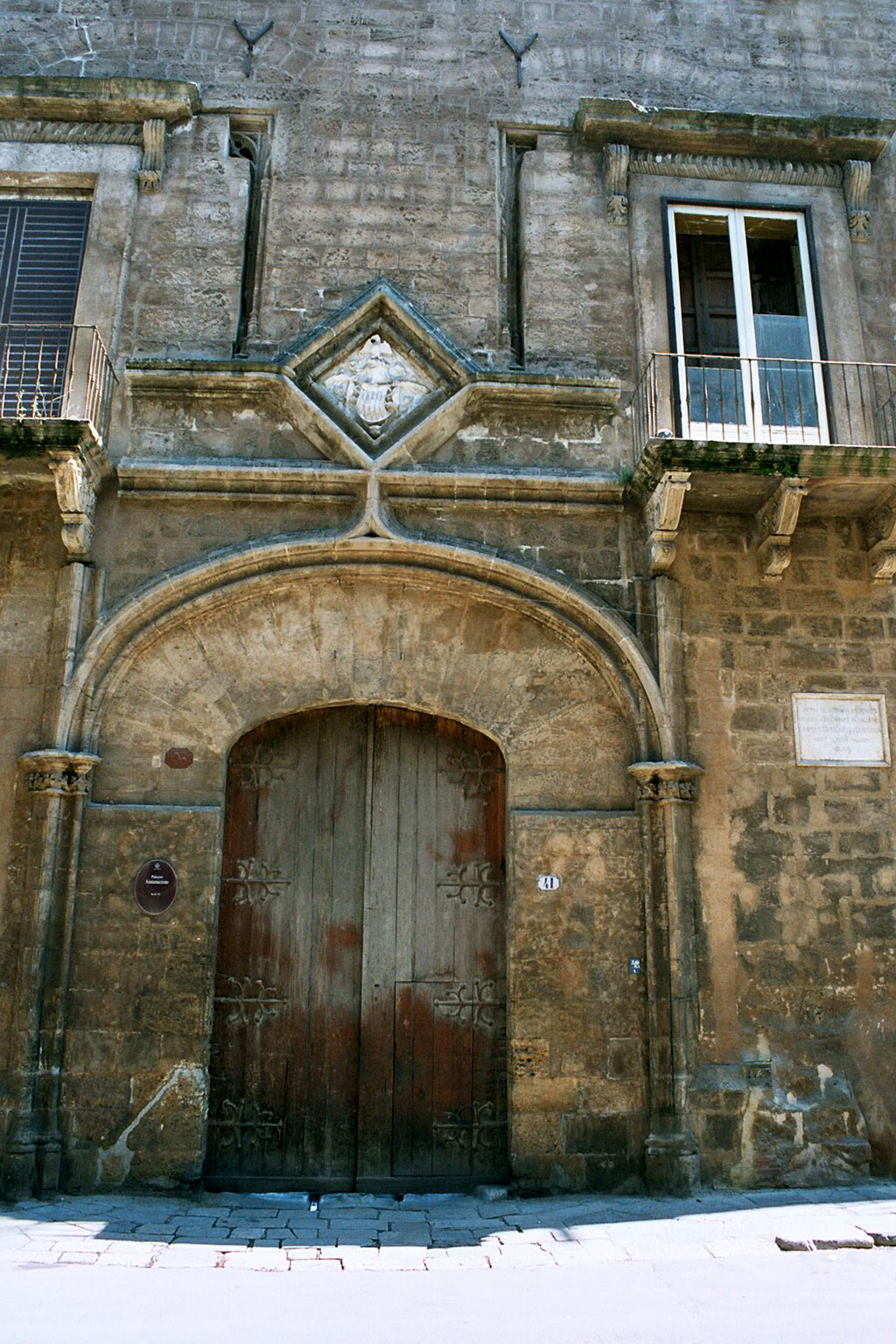
Eingangsportal Palazzo Aiutamicristo

Der Haupteingang an der Via Garibaldi führt auf einen Innenhof mit einer zweigeschossigen Loggia. Während auf der ersten Ebene die Bögen solide und breit sind, zeigt die zweite Ebene Stilelemente aus der katalanischen Gotik. Auf der dritten Ebene befindet sich ein Zinnenkranz mit fensterähnlichen Öffnungen. Im Innenhof ist ein prachtvoller Garten angelegt mit dem Springbrunnen Cavallo Marino des Bildhauers Ignazio Marabitti. Die Skulptur wurde 1864 auf der Piazza Santo Spirito in Palermo aufgestellt.
Die Hauptfassade wird von Balkonen im barocken Stil geschmückt. An der linken Seite des Gebäudes befindet sich das alte Eingangsportal mit einem Familienwappen. Auf der Rückseite des Palazzo war ein weiterer großer Garten angelegt, der jetzt zerstört ist.
In der zweiten Hälfte des 18. Jahrhunderts beauftragte der Eigentümer des Palastes, Don Aloisio Moncada, Fürst von Paternò die Architekten Nicolò Anito und Andrea Gigante mit dem Umbau der Innenräume, dessen erster Abschnitt zwischen 1764 und 1768 umgesetzt wurde. Giuseppe Venanzio Marvuglia setzte die Arbeit ab 1773 fort. Um 1780 wurden der neapolitanische Quadraturmaler Benedetto Cotardi und der Maler Giuseppe Crestadoro beauftragt, diese Räume mit Fresken zu versehen. Im von Andrea Gigante errichteten Ballsaal ragt das Deckenfresko "Der Ruhm der tugendhaften Fürsten" von Crestadoro heraus.